# Agostino Bertani
«Агостіно Бертані» (італ. Agostino Bertani) — ескадрений міноносець типу «Джузеппе Ла Маса» ВМС Італії першої половини XX століття.

## Історія створення
«Агостіно Бертані» був закладений 23 грудня 1917 року на верфі «Cantiere navale di Sestri Ponente» в Генуї. Спущений на воду 6 червня 1919 року, вступив у стрій 13 червня 1919 року.
Свою назву отримав на честь Агостіно Бертані, італійського медика та політика.

## Історія служби

### Міжвоєнна служба
У жовтні 1919 року «Агостіно Бертані» перебував у Фіуме, де брав участь в окупації міста. У січні 1921 року корабель повернувся до Поли. Він був виключений зі складу флоту, але незабаром знову введений у стрій під назвою «Енріко Козенц», на честь італійського генерала та політика Енріко Козенца.
19 лютого 1926 року «Енріко Козенц» протаранив есмінець «Франческо Нулло».
У 1929 році корабель був перекласифікований на міноносець.

### Друга світова війна
Зі вступом Італії у Другу світову війну «Енріко Козенц» був включений до складу VII ескадри есмінців (куди також входили «Джакомо Медічі», «Нікола Фабріці» і «Анджело Бассіні»), яка базувалась в Бріндізі. Під час війни ескадра діяла переважно у Верхній Адріатиці і Тірренському морі.
Наприкінці вересня 1940 року «Енріко Козенц» супроводжував пароплав у східній частині Середземномор'я. Пароплав був торпедований підводним човном. «Енріко Козенц» атакував підводний човен глибинними бомбами і заявив про його потоплення, але цей факт згодом не був підтверджений британцями.
11-12 жовтня «Енріко Козенц» супроводжував у Триполі пароплав «Col di Lana».
Наприкінці 1940 року корабель був модернізований. На ньому були демонтовані 102-мм і 76-мм гармати, натомість було встановлено шість 20-мм зенітних гармат. Два 450-мм торпедні апарати були замінені на три 533-мм. 
9-11 квітня 1941 року «Енріко Козенц» разом з есмінцем «Дардо» та міноносцями «Кліо» і «Акілле Папа» супроводжував конвой з транспортів «Andrea Gritti», «Sebastiano Venier», «Rialto», «Birmania» і «Barbarigo» з Неаполя в Триполі. Конвой успішно дістався до місця призначення.
21 листопада 1941 року «Енріко Козенц» разом з есмінцем «Ніколозо да Рекко» супроводжував конвой з пароплава «Monginevro» і танкера «Iridio Mantovani». Операція завершилась невдачею, оскільки британці торпедували крейсери «Трієсте» і «Дука дельї Абруцці», які здійснювали дальнє прикриття конвою.
21 січня 1942 року «Енріко Козенц» зіткнувся поблизу Трапані з буксиром «G 76 America». За місяць, 22 лютого, у Мессінській протоці корабель зіткнувся з пароплавом «Luisa», який внаслідок зіткнення затонув за 20 хвилин.
Після капітуляції Італії, 22 вересня 1943 року, «Енріко Козенц» поблизу Лагости був пошкоджений внаслідок зіткнення з пароплавом «Ulisse». 27 вересня корабель був пошкоджений внаслідок нальоту німецької авіації. Щоб уникнути захоплення корабля німцями, того ж дня екіпаж затопив корабель поблизу Лагости. 